# Liste de films tournés à Genève
Un certain nombre de films ont été tournés dans le canton ou la ville de Genève, entièrement ou pour une ou plusieurs scènes seulement.
Voici une liste à compléter de films, téléfilms, feuilletons télévisés, ou encore films documentaires.
Pour certains, l'action en tout ou en partie, se déroule à Genève, qu'ils aient été tournés en studio ou non.

## Films tournés à Genève
| Année | Réalisateur                      | Titre                                      | |
| ----- | -------------------------------- | ------------------------------------------ | --- |
| 1917  | Linder, Max                      | Max entre deux feux                        | Les quais des Eaux-Vives et une banlieue résidentielle |
| 1937  | Curtiz, Michael                  | Stolen Holiday                             | Un plan de la rade depuis la fenêtre d'un hôtel |
| 1948  | Christian-Jaque                  | D'homme à hommes                           | Film consacré à Henry Dunant |
| 1950  | Braun, Alfred                    | Eine seltene Geliebte                      | |
| 1955  | Godard, Jean-Luc                 | Une femme coquette                         | L'île Rousseau, le pont de la Machine |
| 1960  | Bastia, Jean et Guy Lionel       | Certains l'aiment froide                   | La rade ; le coteau de Cologny depuis la rive droite ; l'extérieur de l'hôtel Richemond et la place des Alpes ; l'extérieur de la Pharmacie des Alpes au 17 de la rue du même nom ; la place Dorcière ; le quai du Mont-Blanc ; les Bains des Pâquis ; le quai des Bergues ; le pont du Mont-Blanc ; le Port-Gitana ; la Petite-Fusterie ; l'extérieur de Bernard Musique au 4 de la rue Pécolat ; la caserne des Vernets ; la plaine de Plainpalais ; l'extérieur de l'U.B.S. à la rue du Rhône ; Château de Penthes (Pregny-Chambésy). |
| 1960  | Godard, Jean-Luc                 | Le Petit Soldat                            | Un petit poste de douane ; le pont du Mont-Blanc ; les rues du Mont-Blanc et Pécolat ; les boulevards Helvétique et Jaques-Dalcroze et la promenade Saint-Antoine ; la place Neuve ; la place Cornavin et la gare ; la rade ; l'avenue de Frontenex et le Pré-l'Évêque ; le Molard et Longemalle de nuit ; le passage du Radar, etc. |
| 1960  | Suter, Karl                      | Der Herr mit der schwarzen Melone          | |
| 1961  | Molinaro, Édouard                | La Mort de Belle                           | La rade ; Jussy ; l'École internationale ; l'Université. Vue de la place de l'Université ; la rue du Puits-Saint-Pierre ; la cour Saint-Pierre ; la piste et le buffet de l'aéroport ; le quai du Mont-Blanc ; le palais de justice ; la rue de la Croix-d'Or ; le passage de la Marjolaine ; Crans-sur-Céligny ; etc. et des intérieurs d'un petit temple et de divers restaurants, bars et dancings |
| 1962  | Malle, Louis                     | Vie privée                                 | La rade et les quais ; Le Mailly à Genthod ; peut-être la Pélisserie de nuit ; la rade vue d'un immeuble du quai Général-Guisan ; une grande imprimerie peut-être du Journal de Genève ; la douane d'Hermance ; le pont des Bergues ; le passage Malbuisson et la rue du Rhône ; etc. |
| 1964  | Becker, Jean                     | Échappement libre                          | Une brève scène: un poste de douane et la rade vue de la jetée des Eaux-Vives |
| 1964  | Hamilton, Guy                    | Goldfinger                                 | Des scènes sont censées se dérouler à Genève |
| 1965  | Vicario, Marco                   | Sept Hommes en or                          | La place Bel-Air et le Crédit suisse |
| 1965  | Soutter, Michel                  | Mick et Arthur                             | Les quais Wilson et du Mont-Blanc ; le pont du Mont-Blanc et la rade ; l'ancien accès au lac du chemin du Château-de-Bellerive ; La Pointe-à-la-Bise et le camping ; une villa au 21 du chemin des Crêts-de-La-Capite ; La Coulouvrenière vue du Seujet ; Carouge ; la rue Charles-Galland avec La muse tragique de Rodin ; le boulevard Jaques-Dalcroze ; la maison de Madame Soutter mère peut-être du côté de Troinex ; etc. |
| 1965  | Gessner, Niklaus                 | Un milliard dans un billard                | |
| 1965  | Visconti, Luchino                | Sandra                                     | Une brève scène : la rade ; la campagne ; l'autoroute Genève-Lausanne |
| 1966  | Margheriti, Antonio              | A 077 défie les tueurs                     | Une scène : la rade ; l'aéroport ; la rue Fabri et la place des Alpes ; les quais du Mont-Blanc, Ador et de Cologny |
| 1966  | Corbucci, Bruno                  | James Tont operazione D.U.E.               | |
| 1966  | Young, Terence                   | Opération Opium                            | Une brève scène : L'Organisation des Nations unies (ONU). |
| 1967  | Jessua, Alain                    | Jeu de massacre                            | Une brève scène : la prison Saint-Antoine et l'Observatoire |
| 1967  | La Loma, J. A. de                | Feuer frei auf Frankie (de)                | Le bas de la route de Ferney ; l'ONU ; l'hôtel Ambassador ; la Clinique générale ; l'île Rousseau ; les quai et pont des Bergues ; la place Neuve et la rue Bartholoni ; peut-être la rue Saint-Victor ; la rue Charles-Galland devant le musée ; le boulevard Jaques-Dalcroze et la rue Théodore de Bèze ; la promenade de l'Observatoire avec La muse tragique de Rodin ; l'autoroute ; une villa du XVIIIe ; l'aéroport ; l'Intercontinental ; peut-être les environs du pont Butin ; la rue Adhemar-Fabri ; etc. |
| 1967  | Soutter, Michel                  | Haschich                                   | Le pont du Mont-Blanc ; Rive ; les Rues-Basses et le boulevard Helvétique ; les Cheneviers vus de la rive droite ; un studio de Radio ; peut-être les Grottes ; le Théâtre de l'Atelier ; le rond-point de la Jonction ; la passerelle du Bois-de-la-Bâtie et les falaises de Saint-Jean ; la rue de la Dôle ; le hall de l'aéroport ; la rue Daubin ; la villa Saugey à Vésenaz ; Saint-Gervais et les Terreaux-du-Temple ; la fontaine de Mancy à Vésenaz ; peut-être la Cité-de-la-Corderie ; le quai des Bergues et la rue Winkelried ; etc. |
| 1967  | Soutter, Michel                  | La Lune avec les dents                     | Le bowling de Meyrin ; une fabrique au chemin de la Pyrotechnie ; le quai de Cologny et la rue des Eaux-Vives depuis le bus 9 ; le rond-point de Plainpalais ; les halles et la buvette de l'Île ; la Maison de la Radio ; la Petite-Fusterie et le quai Besançon-Hugues ; la rue du Marché ; le bateau-restaurant du Jardin anglais ; un débarcadère aux Eaux-Vives et la vue sur la rive droite ; le studio du peintre Pierre Vogel peut-être à la rue Verdaine ; la jetée des Eaux-Vives ; la place des Alpes ; la place de Cornavin ; les place et rue des Charmilles ; le 15 de la rue du Mont-Blanc ; Jussy ; le Café Marcelly à Thônex ; la piscine des Vernets et la rue Wilsdorf ; le restaurant Mon-Idée à la route du même nom; une agence d'Air-France peut-être à la Fusterie ; etc. |
| 1967  | Pierotti, Piero                  | Quatre malfrats pour un casse              | |
| 1967  | Spina, Sergio                    | La donna; il sesso e il superuomo          | |
| 1968  | Berman, Monty et Dennis Spooner  | The Champions                              | L'agence Némésis qui emploie les trois agents secrets, deux héros et une héroïne dotés de pouvoirs paranormaux, est basée à Genève |
| 1968  | Cardiff, Jack                    | La Motocyclette                            | Quelques scènes: l'intérieur de la librairie Jullien dont l'extérieur est le restaurant des Armures ; la rue du Puits-Saint-Pierre ; l'Arsenal ; le pont des Bergues ; Ruth ; etc. |
| 1968  | Grangier, Gilles                 | L'Homme à la Buick                         | Une courte scène: la Rade, l'île Rousseau, le pont des Bergues; la rue du Mandement, la rue de Saint-Jean n° 98 (siège de la Fédération des syndicats patronaux). |
| 1968  | Guerrieri, Romolo                | L'Adorable Corps de Deborah                | Vue générale depuis la rive droite ; la rade et le pont du Mont-Blanc ; la place Neuve ; Saint-Pierre depuis la Taconnerie ; le pont de l'Île ; Bel-Air ; le monument Brunswick ; le quai Wilson ; l'Intercontinental et le chemin du Petit-Saconnex ; le quai H.-Guisan ; le Bourg-de-Four et la rue Verdaine (le taximan Bernard Odier dans son propre rôle) ; le Pied-de-Cochon ; etc. |
| 1969  | Tanner, Alain                    | Charles mort ou vif                        | Des toits vus d'un bureau peut-être à la place des Eaux-Vives ; la rue de Carouge ; le bas du boulevard du Pont-d'Arve et la rue Henri-Christiné ; le marché de Plainpalais ; les Vernets et la rue François-Dussaud ; peut-être Plan-les-Ouates ; des bords du Rhône ; la route des Jeunes et la Praille ; etc. |
| 1969  | Levitt, Gene                     | Run a Crooked Mile                         | La rade ; les quais du Mont-Blanc et de Cologny ; la place de Vésenaz ; le chalet du prince Essling à Bellerive ; le coteau de Cologny vu du lac ; le monument Byron à Cologny |
| 1969  | Soutter, Michel                  | La pomme                                   | L'aéroport ; la rue des Plantaporrêts ; la rue du Bois-Melly et l'angle de celle des Maraîchers ; la cour de la Société de Lecture ; le 27 de la rue Caroline ; le quai du Cheval-Blanc ; le 27 de la rue de la Coulouvrenière ; le 3 de la rue de la Colline ; la brasserie Landolt ; le quai du Mont-Blanc ; peut-être le café-restaurant de La Tour au Bois-de-la-Bâtie ; la Corraterie, Bel-Air et la Caisse d'Épargne en démolition ; le quai de la Poste et la passerelle de l'Île ; le bas du boulevard du Pont-d'Arve ; peut-être la rue Gœtz-Monin ; la place Neuve et les Bastions ; etc. |
| 1970  | Soutter, Michel                  | James ou pas                               | L'autoroute, Hermance, Cointrin, etc. |
| 1970  | Margheriti, Antonio              | L'inafferrabile invincibile Mr. Invisibile | |
| 1970  | Lazaga, Pedro                    | El dinero tiene miedo                      | |
| 1970  | Wood, Peter                      | In Search of Gregory                       | L'aéroport ; la cour de l'hôtel du résident de France ; la rue Calvin ; l'autoroute ; la place Bémont ; le quai du Mont-Blanc ; le Savoie ; les rues de la Croix-Rouge et de la Confédération ; le pont du Mont-Blanc |
| 1971  | Tanner, Alain                    | La Salamandre                              | Des bords du Rhône ; l'avenue du Mail et le boulevard du Pont-d'Arve ; la rue de Carouge ; l'angle des rues Christiné et Pictet-de-Bock ; Onex ; la piscine des Vernets ; la maison Freundler à Saint-François ; Carouge, le Pont-Neuf et la rue de Carouge depuis le tram ; la rue Versonnex et la place des Eaux-Vives ; les Rues Basses, etc. |
| 1972  | Soutter, Michel                  | Les Arpenteurs                             | Propriété Tournier-Aubert à Vandœuvres, etc. |
| 1972  | Baker, Robert S.                 | Amicalement vôtre : L'Héritage d'Ozerov    | |
| 1973  | Labro, Philippe                  | L'Héritier                                 | |
| 1973  | Tanner, Alain                    | Le Retour d'Afrique                        | Panorama depuis Saint-Jean ; un Café de l'Industrie peut-être aux Acacias ; les Vernets ; la route des Jeunes ; la Grand'Rue et la galerie Engelberts ; la rue de la Croix-Rouge, la rue des Chaudronniers, la place du Bourg-de-Four, la Taconnerie, la cour Saint-Pierre, la rue Calvin depuis une voiture et la Pélisserie ; la rue du Temple ; des bords du Rhône ; la Jonction et son pont ; le quai de la Poste depuis le pont de la Coulouvrenière ; la rue de Chantepoulets ; le Seujet ; le quai des Saules vu du pont Sous-Terre ; la passerelle de l'Île et le quai de la Poste ; la Praille ; la place Montbrillant et la gare ; peut-être Meyrin, etc. |
| 1973  | Pinoteau, Claude                 | Le Silencieux                              | Une scène : les intérieurs d'un studio de la Radio et de l'hôtel Président |
| 1974  | Soutter, Michel                  | L'escapade                                 | Bonvard (?), etc. |
| 1975  | Dupont-Midy, François            | Vous ne l'emporterez pas au paradis        | Ruth ; le quai des Bergues ; la place du Bourg-de-Four ; la route de Suisse ; Fleur-d'Eau et peut-être son intérieur ; Villereuse ; la Terrassière ; l'aéroport |
| 1976  | Cosmatos, George Pan             | Le Pont de Cassandra                       | Une courte scène : la rade, la Perle du Lac, Sécheron, l'ONU. et l'OMS vus du ciel |
| 1976  | Kaplan, Nelly                    | Néa                                        | La cour du Collège Calvin ; la rade ; la rue de la Cité et l'intérieur de la bijouterie Lombard (Roland Briet dans son propre rôle) ; la poste de la rue du Mont-Blanc ; l'intérieur de la librairie Georg à la Petite-Fusterie ; la place du Molard ; La Belotte vue de la rive droite ; l'intérieur du parking sous-lacustre ; la rue des Barrières et l'intérieur de la Bibliothèque de la Madeleine (Marie-Louise Mayor dans son propre rôle) ; etc. |
| 1976  | Tanner, Alain                    | Jonas qui aura 25 ans en l'an 2000         | L'Île Rousseau ; Les Avanchets ; un intérieur d'usine ; les Rues Basses ; Vernier ; des intérieurs du Collège Calvin ; des bords du Rhône ; le marché de Plainpalais ; le carrefour de l'Étoile et la route des Jeunes ; etc. |
| 1979  | Risi, Dino                       | Cher papa                                  | Quelques scènes: la place du Bourg-de-Four et la librairie Jullien ; la Caisse d'Épargne de Bel-Air et la Corraterie ; la rue Rochat ; le quai Guisan et Longemalle ; le pont et le quai des Bergues ; l'île Rousseau ; etc. |
| 1979  | Rosenberg, Stuart et John Huston | Avec les compliments de Charlie            | Une scène : le quai du Mont-Blanc |
| 1980  | Edelstein,Simon                  | Un homme en fuite                          | Tout le film a été tourné à Genève. La première séquence se situe dans le dépôts des bus à La Praille ; la séquence du meurtre à la rue Carteret. Les séquences finales sont tournées dans la campagne genevoise près de Bardonnex. |
| 1985  | Frankenheimer, John              | Le Pacte Holcroft                          | Le début du film se déroule dans la rade |
| 1986  | Mandel, Robert                   | F/X, effets de choc                        | La scène finale prend place à Genève |
| 1988  | Reichenbach, François            | Genève                                     | Documentaire officiel du canton et de la ville de Genève. Chanson originale de Charles Aznavour "Inoubliable Genève" |
| 1994  | Kieślowski, Krzysztof            | Trois couleurs : Rouge                     | |
| 1995  | Straczynski, Joe Michael         | Babylon 5                                  | La capitale de l'Alliance terrienne est située à Genève |
| 1997  | Verhoeven, Paul                  | Starship Troopers                          | La capitale de la Fédération est située à Genève |
| 2002  | Nicole Garcia                    | L'Adversaire                               | |
| 2004  | Schoendoerffer, Frédéric         | Agents secrets                             | L'action du début se déroule à Genève |
| 2004  | Claire Denis                     | L'Intrus                                   | Quartier des banques |
| 2004  | Fazer, Léa                       | Bienvenue en Suisse                        | Les premières scènes se déroulent à Genève ** 2004 : L'Intrus de Claire Denis |
| 2005  | Gaghan, Stephen                  | Syriana                                    | Matt Damon joue un analyste basé à Genève |
| 2006  | Hazanov, Elena                   | La traductrice                             | L'intrigue se passe entre Genève et Moscou |
| 2009  | Howard, Ron                      | Anges et Démons                            | Le début se déroule au CERN |
| 2009  | Nègre, Laurent                   | Opération Casablanca                       | |
| 2013  | Scorsese, Martin                 | Le Loup de Wall Street                     | Des scènes sont censées se dérouler à Genève |
| 2017  | Mitchell, Stéphane               | Quartier des Banques                       | |
| 2021  | Chris Niemeyer                   | La chance de ta vie                        | Hôtel Beau-Rivage; Quai du Mont-Blanc. |